# Siegfried Kessler
Siegfried Kessler (Saarbrücken, 5 februari 1935 - La Grande Motte, 22 januari 2007) was een uit Duitsland afkomstige Franse jazzpianist en componist.

## Biografie
Kessler begon op 4-jarige leeftijd piano te spelen. Na de dood van zijn vader en de internering van zijn moeder werd hij op 11-jarige leeftijd in een weeshuis geplaatst, waar hij verder klassieke pianoles kreeg aan de muziekschool. Naast piano kreeg hij ook onderricht op de dwarsfluit, compositie, arrangement en percussie. Eerst trad hij op met klassiek repertoire (Bach, Poulenc, Chopin, Ravel). Nadat hij Stan Kenton had gehoord op platen, ontwaakte zijn interesse voor jazz. Hij concerteerde onder andere met Fritz Maldener. Na de herintegratie van het Saarland in 1957 bij Duitsland verkaste hij naar Frankrijk.
In 1957 toerde hij met de Nederlandse saxofonist Gijs Hendriks door Nederland en Scandinavië. In 1967 vestigde hij zich in Parijs, waar hij speelde met Michel Roques in de Blue Note. In de Chat qui peche begeleidde hij onder andere Dexter Gordon, Slide Hampton, Joe Henderson, Nathan Davis en Ted Curson. In 1969 formeerde hij het kwartet Perceptons met Didier Levallet (bas), Yochk'o Seffer (saxofoon) en Jean-My Truong (drums), dat vervolgens door John Coltrane beïnvloede muziek speelde en een van de belangrijkste Franse freejazz-formaties werd.
Kessler oriënteerde zich eind jaren 1960 aan de freejazz, ook beïnvloed door de muziek van Iannis Xenakis, Luciano Berio, Karlheinz Stockhausen en Mauricio Kagel. Zijn eerste trioalbum met Barre Phillips en Steve McCall  (Live at the Gill's Club, het favoriete trefpunt van het trio) verscheen in 1969. Hij speelde ook met Hervé Bourde, in duet met de saxofonist Daunik Lazro en de zanger Gilles Elbaz, wiens langjarige begeleider hij was. Doorslaggevend voor hem was zijn ontmoeting met Archie Shepp tijdens de jaren 1970, die hij meer dan een decennium begeleidde (opnamen Paris Concert, 1977, Live at the Totem, 1979). 
Ten laatste namen ze in 2005 het album First Take op voor Shepps eigen label Archieball. Tijdens de jaren 1980 speelde hij in het Katztrio met Jean-Pierre Arnaud (drums) en Michel Zenino (bas). Met Michel Bachevalier (drums, percussie) nam hij het album Catamaran op, een verwijzing naar zijn passie voor de zeilsport. De laatste 20 jaar van zijn leven woonde hij tussen tournees door op een zeilboot in Zuid-Frankrijk. In 1985 kreeg hij in Frankrijk aandacht door Nam, een opvoering uit muziek (Kessler), dans (zijn toenmalige vriendin Maroussia Vossen) en beeldhouwen (René Lunel).
Kesslers interesse was echter niet alleen beperkt tot de freejazz. Hij was ook kortstondig betrokken bij de rockjazzband Association P.C. van Pierre Courbois en hij begeleidde ook Joe Henderson, Dexter Gordon en Slide Hampton. 
In Frankrijk werden over hem twee documentaire films gedraaid: A Love Secret (2002) van Christine Baudillon en L'île du jazz (2006) van Frank Cassenti voor Arte.

## Overlijden
In januari 2007 werd zijn stoffelijk overschot drijvend gevonden in de haven van La Grande Motta. De doodsoorzaak was verdrinken, vermoedelijk zelfmoord. Hij werd 71 jaar.